# Fritz Hörnig

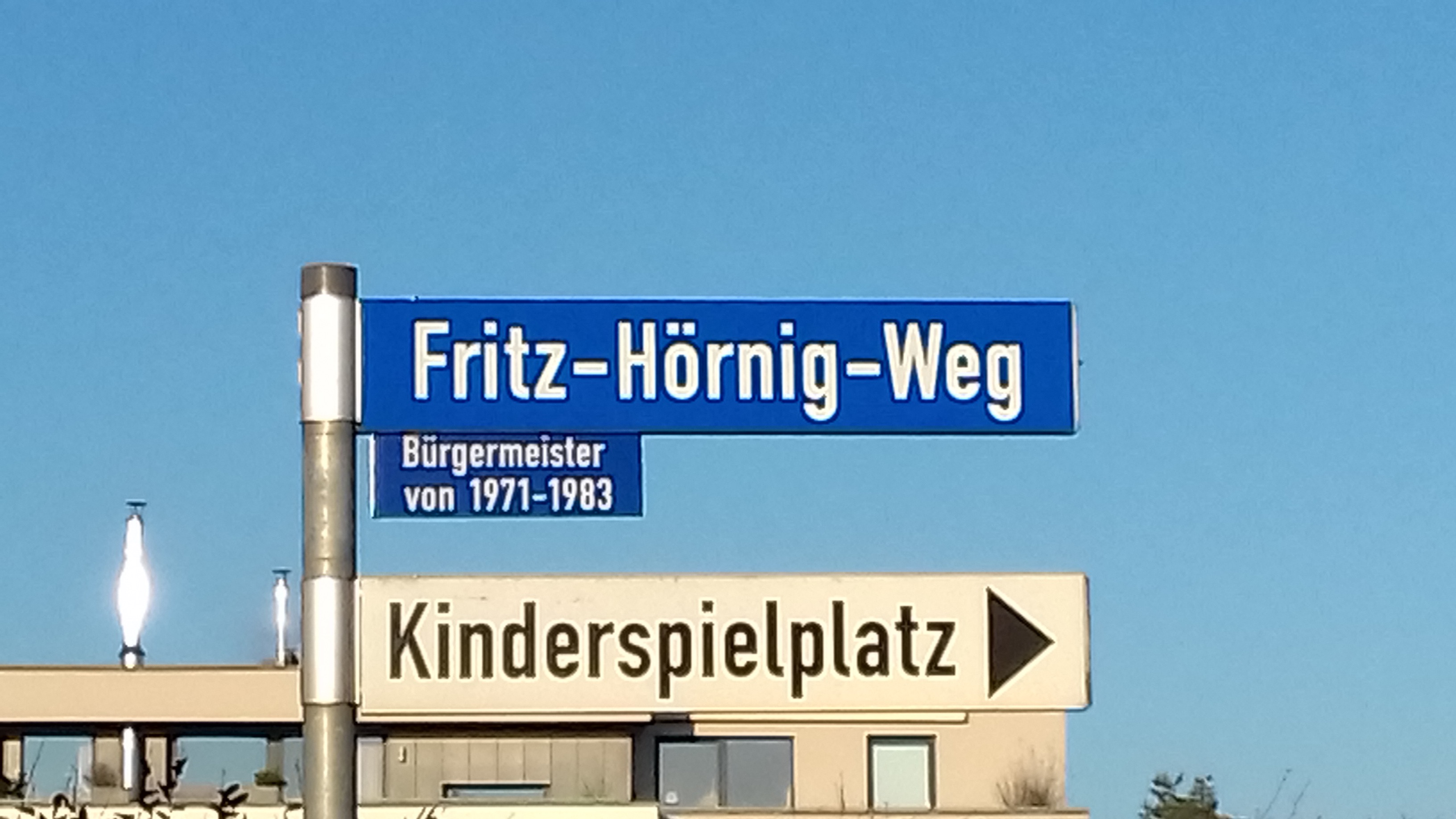
Straßenschild in Wedel

Fritz Hörnig (* 17. August 1930 in Göttingen; † 10. Mai 2003 ebenda) war ein deutscher Politiker der CDU und Verwaltungsbeamter. Er war von 1971 bis 1983 Bürgermeister der Stadt Wedel.

## Leben
Hörnig absolvierte von 1948 bis 1952 eine Lehre in der Verwaltung der Stadt Göttingen, anschließend studierte er bis 1958 Rechtswissenschaften und Volkswirtschaft. Ab 1959 und bis 1963 war er an der Universität des Saarlandes als Wissenschaftlicher Mitarbeiter tätig. Ab 1963 hatte Hörnig das Amt des Stadtdirektors in Jever inne, 1971 wurde er zum Bürgermeister der Stadt Wedel gewählt, der parteilose Jurist war von der SPD für dieses Amt vorgeschlagen worden. Während seiner Zeit als Leiter der Wedeler Verwaltung wurde Hörnig Mitglied der CDU. Von 1974 bis 1980 saß er dem Ortsverband Wedel des Deutschen Roten Kreuzes vor. 1983 schied er aus dem Amt, nachdem er in der Bürgermeisterwahl gegen Jörg Balack verlor. Wichtige Eckpunkte von Hörnigs Amtszeit als Bürgermeister waren unter anderem der Neubau des Rathauses, der Beginn der Bebauung des Gebietes Lülanden sowie die Aufnahme der Bauarbeiten zur Errichtung des Freizeitbades.
Im Anschluss an seine Tätigkeit als Bürgermeister leitete Hörnig die Geschäfte der Eigenheim Wohnungsgenossenschaft eG. 1995 ging er in seine Geburtsstadt Göttingen zurück, wo er 2003 starb.
In Wedel ist ein Spazierweg nach Fritz Hörnig benannt.